# Przedecz
Przedecz é um município da Polônia, na voivodia da Grande Polônia e no condado de Koło. Estende-se por uma área de 2,98 km², com 1 726 habitantes, segundo os censos de 2016, com uma densidade de 579,2 hab/km².